# Хурамша
Хурамша́ (от бур. Хурамша — название бурятского рода) — улус в Иволгинском районе Бурятии. Административный центр сельского поселения «Гильбиринское».

## География
Улус расположен на реке Гильбира, у подножия Хамар-Дабана, в 33 км к юго-западу от районного центра, села Иволгинска, в 8 км северо-западнее съезда с федеральной автомагистрали А340 (Кяхтинского тракта).

## Население
| 2002 | 2010 |
| ---- | ---- |
| 991  | ↗996 |

## Инфраструктура
Администрация сельского поселения, Дом культуры, врачебная амбулатория, гильбиринская средняя школа, детский сад.

## Известные уроженцы
- Дашицыренова, Сурена Пурбуевна (1952—2013) — Заслуженная артистка России, оперная певица, солистка Бурятского театра оперы и балета.

- Бадаев Алексей Данилович (1928—2009) — Народный поэт Бурятии